# Пјано Гвардиола (Кјети)
Пјано Гвардиола (итал. Piano Guardiola) је насеље у Италији у округу Кјети, региону Абруцо.
Према процени из 2011. у насељу је живело 26 становника. Насеље се налази на надморској висини од 151 м.